# بوشان، سم
بوشان (به فرانسوی: Beauchamps) یک کمون (فرانسه) در فرانسه است که در سم (فرانسه) واقع شده‌است. بوشان ۷٫۲۲ کیلومتر مربع مساحت دارد ۱۶ متر بالاتر از سطح دریا واقع شده‌است.